# Saó
Pour les articles homonymes, voir Sao.
Saó est une revue culturelle mensuelle valencienne en langue catalane fondée en 1976.
De ligne éditoriale démocrate-chrétienne et nationaliste valencienne, elle est à l'origine fondamentalement influencée par le fustérianisme et le concile Vatican II,.
Saó et El Temps sont les seuls représentants durables d'une presse écrite généraliste en valencien depuis la période d'efferverscence de la transition démocratique, sur un marché largement dominé par les publications en castillan.   
La revue publie son 500e numéro en mai 2024.

## Histoire
Poussé par les tendances d'ouverture au sein de l'Église impulsées par le concile Vatican II, convoqué par Jean XXIII, et par la progressive décomposition du régime franquiste, un groupe progressiste de l'Église valencienne décide de se doter d'un organe de communication indépendant et hétérogène, avec deux axes idéologiques clairs dès le départ : le nationalisme et la religion. C'est ainsi que Saó paraît en juillet et août 1976, dans le contexte social, économique et culturel de la transition politique espagnole. Au fil des ans la revue devient une plateforme journalistique très singulière au sein du journalisme valencien : une plateforme mensuelle indépendante, progressiste et nationaliste, mais dirigée par des membres d'un secteur ouvert d'esprit de l'Église valencienne.
Avec d'autres revues comme Arguments, L'Espill (ca), Valencia Semanal, Debats (es), Cartelera Turia ou la revue taurine Quites, et des journaux comme Diario de Valencia (1980-1982) et Noticias al Día (1982-1984), Saó contribue dans la période de la transition démocratique à une certaine renaissance culturelle valencienne dans un environnement difficile.